# Julius Langbehn

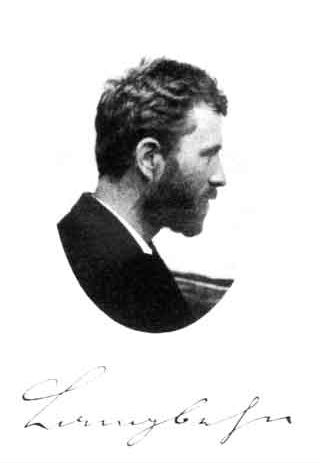
Julius Langbehn (um 1900)

August Julius Langbehn (* 26. März 1851 in Hadersleben; † 30. April 1907 in Rosenheim) war ein deutscher Schriftsteller und Kulturkritiker. Der Nationalist und Mitbegründer eines kulturpessimistischen Antisemitismus wurde vor allem mit seinem Buch Rembrandt als Erzieher bekannt und auch als Rembrandtdeutscher bezeichnet.

## Leben
Julius Langbehn wuchs als drittes Kind des Lehrers und Philologen Johann Jakob Langbehn und einer Pastorentochter in Kiel auf. Ein Großvater war der Theologe Andreas Johannes Boysen. Sein Vater starb, als er 14 Jahre alt war. 1870 meldete Langbehn sich mit 19 Jahren als Freiwilliger zum Militär und wurde nach dem Ende des Deutsch-Französischen Krieges als Leutnant der Reserve entlassen. Danach studierte er Kunstgeschichte und Archäologie in Kiel. Während seines Studiums wurde er 1869 Mitglied der Burschenschaft Teutonia zu Kiel. Später unternahm er Reisen nach Italien. Nachdem er 1875 aus seiner Kieler Burschenschaft vorübergehend dimittiert worden war, ging er nach München, wo er im Mai 1875 seinen Austritt aus der evangelischen Kirche erklärte und 1880 mit einer Arbeit über „Flügelgestalten der ältesten griechischen Kunst“ zum Dr. phil. promovierte. Für die Arbeit wurde ihm das Reisestipendium des Deutschen Archäologischen Instituts 1881/82 zuerkannt, mit dem er den Mittelmeerraum bereisen konnte. Nach Ende des Stipendiums führte er – befreundet mit dem Maler Otto Vorländer – ein unstetes Leben mit wechselnden Arbeitsstellen und Wohnsitzen – beispielsweise wohnte er für längere Zeit beim Maler Hans Thoma.
1889 nahm Langbehn Kontakt zu Franziska Nietzsche, der Mutter des geisteskranken Friedrich Nietzsche auf und wollte ihren Sohn durch eine Gesprächstherapie heilen. Auf einen früheren Huldigungsbrief hatte der noch gesunde Nietzsche nicht reagiert. Nach einem Anfall Nietzsches reiste Langbehn nach Dresden ab und verlangte brieflich von Nietzsches Mutter die Vormundschaft über den Kranken. Dies wurde durch Eingreifen Franz Overbecks verhindert. 1891 wurde Langbehn wegen angeblicher Verbreitung pornographischer Inhalte in seinem Gedichtband „40 Lieder von einem Deutschen“ angeklagt. Daraufhin verließ er Dresden und zog nach Wien. 1900 konvertierte Langbehn zum Katholizismus. Maßgeblich beeinflusst war dieser Schritt durch den Bischof von Rottenburg Paul Wilhelm von Keppler und Langbehns Freund und späteren Biographen Benedikt Momme Nissen.

### Rembrandt als Erzieher
1890 ließ Langbehn anonym („Von einem Deutschen“) in dem Leipziger Verlag C. L. Hirschfeld seine zweite Veröffentlichung Rembrandt als Erzieher erscheinen, die im Deutschen Reich innerhalb von zwei Jahren 39 Auflagen erlebte. Das Buch wurde von den beiden Kunsthistorikern Woldemar von Seidlitz und Wilhelm von Bode, mit denen Langbehn befreundet war, protegiert und dem Verleger Hirschfeld empfohlen, der es zu einem niedrigen Preis von 2 Reichsmark anbot. Als Verfasser des Rembrandtbuches wurde zunächst Paul de Lagarde angenommen, der dies jedoch bald bestritt. Obwohl die wahre Verfasserschaft Langbehns daraufhin schnell bekannt wurde, blieb sein Name den meisten Lesern unbekannt. Langbehn erhielt später den Beinamen der Rembrandtdeutsche, den er auch selbst verwendete.
In seinen kulturpessimistischen Betrachtungen begriff Langbehn Rationalität, Wissenschaftlichkeit, Materialismus, Liberalismus, Kosmopolitismus und geistig-kulturellen Uniformismus als Degenerationserscheinungen, für die er Aufklärung und Urbanisierung verantwortlich machte. Langbehn hat versucht den deutschen Nationalcharakter auf eine neue Position hin zu verschieben: weg vom slawisch, französisch, jüdisch dominierten Preußen, hin zu einem an den Niederlanden orientierten »Niederdeutschtum«, zu einer »höchst intensiven Innerlichkeit«. Als mystisch-romantischen Gegenpol zur verhassten Moderne setzte Langbehn den niederländischen Maler Rembrandt. Aus seinem Geist solle eine völkische Wiedergeburt durch Kunst erfolgen.
Rembrandt als Erzieher nahm gekonnt den antiliberalen und antimodernen Zeitgeist der aufkommenden Heimatkunst auf, verkaufte sich deshalb gut und erlebte zahlreiche Auflagen. Das Buch wurde allerdings auch zum Gegenstand von Persiflagen, wie zum Beispiel Höllenbreughel als Erzieher (Ferdinand Pfohl, Leipzig, Carl Reißner, 1890), die Langbehns „Möchtegernphilosophie“ als Wortklauberei darstellten. Selbst Theodor Fontane provozierte das Werk zu einer gereizten Parodie in der Figur des Berliner Originals Eckensteher Nante: Nante Strump als Erzieher. Von einem Berliner. Frei nach „Rembrandt als Erzieher“. Darin verwendete er absichtlich Langbehns Rhetorik, um sie ad absurdum zu führen.
Der Titel ist eine Anspielung auf Nietzsches dritte Unzeitgemäße Betrachtung Schopenhauer als Erzieher. Langbehn übernahm Gedanken des jungen Nietzsche und integrierte sie in ein deutschnationales Weltbild. Spätere Werke Nietzsches lehnte er als blasphemische „Verirrungen“ ab. Langbehns Deutung Nietzsches, die derjenigen seiner Schwester Elisabeth Förster-Nietzsche ähnelt, war im frühen 20. Jahrhundert wirksam, wird in der heutigen Nietzsche-Rezeption aber abgelehnt.
In dem von Auflage zu Auflage überarbeiteten Werk schlugen sich zunehmend antisemitische Tendenzen nieder, die Langbehn u. a. aus einem Briefwechsel mit Theodor Fritsch schöpfte. Unmittelbaren Einfluss auf diese Entwicklung übte Max Bewer aus, der sich als Freund und „Schüler“ Langbehns profilierte und 1892 eine Verteidigungsschrift für das Rembrandtbuch veröffentlichte.

### Gegner der Moderne und Nachwirkung
Langbehn wurde ein Gegner der Moderne und insbesondere aller modernen Wissenschaften. 1891 schickte er seine Promotionsurkunde zerrissen an die Universität München zurück. Nach seiner Konversion zum Katholizismus zog er nach München und Altötting und starb 1907 in Rosenheim. Auf seinen Wunsch wurde er unter der uralten Edignalinde neben der Kirche in Puch bei Fürstenfeldbruck bestattet. Sein Privatsekretär, der Maler Benedikt Momme Nissen, gab nach seinem Tod weitere, aus dem Nachlass kompilierte Werke heraus. Ihre Authentizität gilt als unsicher, indem Momme Nissen als einem Dominikaner ein Interesse unterstellt wird, die katholischen Elemente in Langbehns Denken einseitig hervorzukehren.
Langbehns Gedankengut hatte starken Einfluss auf die Ausprägung von Antiintellektualismus und Antisemitismus in der deutschen Jugendbewegung. Der Kulturkatholizismus, der nach einer Vereinbarkeit zwischen Katholizismus und Nationalismus suchte, fand in Langbehn einen wichtigen Bezugspunkt. Sein Werk wurde auch in der Kunsterziehung des Nationalsozialismus wirksam. Seine Schriften erlebten, durch die Nationalsozialisten gefördert und in ihrem Anliegen aufgegriffen, gerade in dieser Zeit eine Renaissance. Besondere Bedeutung erlangte Langbehns antisemitisches Schlüsselwerk Rembrandt als Erzieher jedoch für die Niederdeutsche Bewegung. Die Schrift wurde mit ihrer Ineinssetzung von niederdeutschem Volksgeist und Kultur zu ihrem zentralen Dokument, steht der von Langbehn imaginierte niederdeutsche Menschentyp doch für den idealen Arier: „Indem der Autor Niederdeutsch gleichermaßen als rassisches Merkmal wie als kulturellen Raum bestimmt, lässt sich das Buch ... als ... quasi-religiöse Verheißung eines Niederdeutschtums lesen.“
Debatte um eine Umbenennung der Langbehnstraße in Puch (Fürstenfeldbruck)
2013 beschloss der Stadtrat der Stadt Fürstenfeldbruck, mögliche Umbenennungen von belasteten Straßennamen im Stadtgebiet zu prüfen. Darunter fiel auch die Langbehnstraße im Ortsteil Puch. Sie wurde dem auf dem Friedhof der Kirche St. Sebastian (Puch) beerdigten Langbehn in den 1960er-Jahren gewidmet. 2015 stimmten der eingerichtete Arbeitskreis sowie der Kultur- und Werkausschuss des Stadtrats jeweils einstimmig für eine Umwidmung der Langbehnstraße. Gegen diese Entscheidung protestierten zahlreiche Anwohner der Straße, bei einer Pucher Bürgerversammlung im Jahr 2016 verteidigte die Mehrheit der Anwesenden die Person und das Schaffen Langbehns gegenüber Vertretern des Stadtrats.
2018 entschied sich der Stadtrat gegen eine Umbenennung und stimmte für das Anbringen einer erklärenden Informationstafel in der Straße.

## Werke (Auswahl)
- Flügelgestalten der ältesten griechischen Kunst. Ackermann, München 1880 (Digitalisat).
- Rembrandt als Erzieher. Hirschfeld, Leipzig 1890[12] (Digitalisat der 35. Aufl., Leipzig 1891).
- 40 Lieder von einem Deutschen. Glöß, Dresden 1891 (Digitalisat).
- Der Rembrandtdeutsche, von einem Wahrheitsfreund. Glöß, Dresden 1892 (Digitalisat).
- Die kranke deutsche Kunst: Nachträgliches zu Rembrandt als Erzieher. Degener, Leipzig 1911.
- Jugend und Juden: Mahnwort eines Verstorbenen. Deutschvölkische Verlags-Anstalt, Hamburg 1920 (Hammer-Schläge; 13).
- Niederdeutsches. Ein Beitrag zur Völkerpsychologie. Felsenverlag, Buchenbach 1926.
- mit Benedikt Momme Nissen: Dürer als Führer. Müller, München 1928.
- mit Benedikt Momme Nissen: Der Geist des Ganzen. Herder, Freiburg 1930.
- Lieder. Kösel, Pustet, München 1931
- Deutsches Denken, gedrucktes und Ungedrucktes vom Rembrandtdeutschen Julius Langbehn; ein Seherbuch. Hirschfeld, Stuttgart 1933.
- Benedikt Momme Nissen (Hrsg.): Langbehn-Briefe an Bischof Keppler. Herder, Freiburg 1937.